# تقرير حول الأعداد (هيلبرت)
تقرير حول الأعداد (بالألمانية: Zahlbericht) هو عمل كتبه عالم الرياضيات الألماني ديفيد هيلبرت. يدخل هذا العمل في إطار نظرية الأعداد الجبرية. كتبه في عام 1897.